# نيكولاس كوريل
نيكولاوس كوريل (بالإنجليزية: Nikolaus Correll)‏ (من مواليد 1977 في ميونخ، ألمانيا) وهو أستاذ مشارك في جامعة كولورادو بولدر في قسم علوم الكمبيوتر في أقسام الفضاء الجوي والهندسة الكهربائية وهندسة المواد. وهو مدير هيئة التدريس لموضوع البحث متعدد التخصصات حول المواد متعددة الوظائف في كلية الهندسة والعلوم التطبيقية، ومؤسس لشركة Robotic Materials Inc.

## حياته
حصلت كوريل على دبلوم (الماجستير) في الهندسة الكهربائية من المعهد الفدرالي السويسري للتكنولوجيا في زيورخ. أمضى العامين الأولين من دراسته في جامعة ميونخ التقنية، وشارك في برنامج ايراسموس وقضى الفصل الدراسي بالعمل مع رولف جوهانسون، وكتب أطروحته مع الشرييو مارتينولي و جويل بورديك.
حصل كوريل على شهادة الدكتوراه في علم الحاسوب في عام 2007 من مدرسة لوزان الاتحادية للفنون التطبيقية (EPFL) التي تعمل تحت إشراف الشرييو مارتينولي. قام كوريل بعمل ما بعد الدكتوراه مع البروفيسور دانييلا روس في مختبر علوم الكمبيوتر والذكاء الاصطناعي بمعهد ماساتشوستس للتكنولوجيا'. أصبح أستاذًا مساعدًا في جامعة كولورادو بولدر في عام 2009، وتمت ترقيته إلى أستاذ مشارك في عام 2017.
حصل كوريل على جائزة مؤسسة العلوم الوطنية لعام 2012 ومنحة زمالة ناسا في مرحلة مبكرة من عام 2012، وجائزة الإنجاز لجامعة Conver لعام 2016. وهو عضو بارز في معهد مهندسي الكهرباء والإلكترونيات (IEEE).

## أعماله
بحث كوريل في مجال الروبوتات والتنظيم الذاتي. واستخدم هذه المفاهيم لتزويد المواد المركبة بالذكاء وتمكين الروبوتات من الاستقلالية وهو الذي صاغ مصطلح الروبوتيات وأسس شركة خاصة به والتي تقوم بتسويق أجهزة استشعار اللمس الروبوتية.
كان كوريل باحثاً نشطاً في مجال تعليم الروبوتات وهو مؤلف كتاب «مدخل إلى الروبوتات ذاتية الحكم».
تلقى عمل كوريل على المواد الروبوتية اهتمامًا إعلاميًا عالميًا بما في ذلك وكالة أسوشيتد برس، نوي زويرشر تسايتونج، ومجلة IEEE لمعالجة الإشارات،وبوبيولار ساينس، وغيرها.

## الجوائز التي حصل عليها
- جائزة الإنجاز لأعضاء هيئة التدريس، جامعة كولورادو بولدر، 2016
- المتحدث العام في Int. ندوة حول الأنظمة الروبوتية الموزعة ذاتياً، 2016
- جائزة أفضل ورقة في المؤتمر الثالث حول الذكاء المدمج في النظام (SysInt) لعام 2016
- جائزة أفضل ورقة في Int. ندوة حول الأنظمة الروبوتية الموزعة ذاتياً (DARS) لعام 2006 و 2014
- جائزة مؤسسة العلوم الوطنية
- زمالة ناسا للوظائف المبكرة للعام 2012
- جائزة أفضل ورقة في Int. مؤتمر محاكاة السلوك التكيفي (SAB) لعام 2008

## وصلات خارجية
- Correll lab at the University of Colorado